# Mike Royko
Michael Royko, né le 19 septembre 1932 et mort le 29 avril 1997, est un journaliste américain de la ville de Chicago, lauréat du Prix Pulitzer 1972 du commentaire politique. En 30 années de carrière, il a écrit plus de 7500 chroniques quotidiennes pour trois journaux de Chicago, respectivement le Chicago Daily News, le Chicago Sun-Times et le Chicago Tribune.